# Agnopol
Agnopol is een plaats in het Poolse district  Tomaszowski (Lódz), woiwodschap Łódź. De plaats maakt deel uit van de gemeente Budziszewice en telt 50 inwoners.